# 2220 Hicks
2220 Hicks è un asteroide della fascia principale. Scoperto nel 1975, presenta un'orbita caratterizzata da un semiasse maggiore pari a 3,1608580 UA e da un'eccentricità di 0,1610943, inclinata di 2,58780° rispetto all'eclittica.